# Euphorbia apurimacensis
Espèce
Statut de conservation UICN

 VU (needs updating) B1+2c : Vulnérable
Euphorbia apurimacensis est une espèce de plantes à fleurs du genre Euphorbia et de la famille des Euphorbiacées endémique du Pérou.